# Oleg Iankovski
Oleg Iankovski (în rusă Оле́г Ива́нович Янко́вский) (n. 23 februarie 1944, Jezkazgan, RSS Kazahă, URSS - d. 20 mai 2009, Moscova) a fost un actor rus de teatru și film.

## Biografie
Născut într-o familie de origine belarusă, Oleg Iankovski a avut ambiția să calce pe urmele fratelui său, Rostislav, și s-a angajat la Teatrul Dramatic din Saratov în 1965. Începând din anul 1975, a fost actor al Teatrului Lenkom din Moscova.
Cariera sa de actor de film a început doi ani mai târziu, când a jucat în două filme despre cel de- Al Doilea Război Mondial. În cursul remarcabilei sale cariere de actor de film (el jucând în peste 70 de filme), Iankovski a jucat în mai multe filme cu scenarii adaptate după operele clasicilor ruși, în special Gingașa și tandra mea fiară (1978) regizat de Emil Loteanu și Sonata Kreutzer (1987), în piese de teatru adaptate pentru televiziune ca Un miracol obișnuit (1978) și Același Münchausen (1979). 
El este cel mai bine cunoscut în străinătate pentru rolurile sale din filmele Nostalgia (1983) și Oglinda (1975) ale regizorului Andrei Tarkovski.
De-a lungul carierei sale, a primit mai multe premii: Premiul de Stat al URSS pentru rolul său din filmul Îndrăgostit din propria dorință (1984) al regizorului Roman Balayan, titlul de „Artist al poporului al Uniunii Sovietice” (1991) , Premiul Academiei Ruse a Artei Cinematografice “NIKA” pentru debut regizoral în filmul Uită-te la mine (2001) și pentru rolul său din filmul Amantul (2002) al regizorului Valeri Todorovski.
În anul 1993, Iankovski a fost nominalizat pentru un premiu la Festivalul de Film Kinotavr de la Soci.  Ulterior, el a jucat rolul George Ladima din Patul lui Procust (2001, după romanul lui Camil Petrescu), regizat de Viorica Meșina și Sergiu Prodan și în care a jucat alături de Maia Morgenstern și Gheorghe Dinică, rolul Contele Pahlen în Bietul Pavel (2003) și rolul Komarovski în adaptarea TV a filmului Doctor Jivago (2006), regizat de Aleksandr Proșkin.

## Decesul
După ce s-a luptat cu un cancer de pancreas mai bine de jumătate de an, Oleg Iankovski a încetat din viață la data de 20 mai 2009 la Moscova, fiind înmormântat în Cimitirul Novodevici, unde se mai află mormintele scriitorilor Anton Cehov, Nikolai Gogol și Mihail Bulgakov și ale compozitorilor Dimitri Șostakovici și Serghei Prokofiev.

## Filmografie
- 1974 Mînia, regia Nicolae Ghibu - Leonte Cebotaru
- 1975 Oglinda
- 1975 Steaua fericirii captive (Звезда пленительного счастья), regia Vladimir Motîl
- 1978 O dramă la vânătoare (Мой ласковый и нежный зверь) - Serghei Petrovici Kamișev
- 1981 Câinele din Baskerville  - film TV
- 1983 Nostalgia
- 1984 Îndrăgostit din propria dorință
- 1987 Sonata Kreutzer
- 2001 Patul lui Procust - George Ladima
- 2006 Doctor Jivago  - film serial TV
- 2009 Țarul - mitropolitul Filip al II-lea al Moscovei